# Maria Judite de Carvalho
Maria Judite Rodrigues de Carvalho GOIH (São José, Lisboa, 18 de Setembro de 1921 – Lisboa, 18 de Janeiro de 1998) foi uma escritora portuguesa, condecorada pelo Estado português.

## Biografia
Cresceu órfã. Era filha de Inácio Pereira de Carvalho e de Judite Rodrigues de Carvalho, ambos naturais da Figueira da Foz. Entre 1949 e 1955, viveu em França e na Bélgica.
Apesar da notória qualidade e profundidade da sua obra e da sua escrita (entre o cómico e o grotesco, num registo ora trágico, ora ironicamente perverso), a autora permanece ainda desconhecida do grande público.
| “ | Maria Judite de Carvalho permanece uma escritora de atualidade renovada, difícil de catalogar no estilo que geralmente lhe é associado (herdeiro do existencialismo e do chamado "novo romance"), hábil dissecadora do desespero e da solidão quotidiana na grande cidade. | ” |

As suas obras não pretendem dar explicações ou ser tratados morais ou comportamentais pelo que a explicação é substituída pela insinuação e pela sugestão, de onde decorre a opção por uma escrita "limpa", sem excessos estilísticos, e por narrativas breves.
A 3 de outubro de 1949, casou na igreja paroquial de São José, em Lisboa, com o também escritor Urbano Tavares Rodrigues.

## Prémios e Reconhecimento
A 10 de Junho de 1992, foi feita Grande-Oficial da Ordem do Infante D. Henrique.
Ganhou vários prémios, nomeadamente o Grande Prémio do Conto Camilo Castelo Branco pelo livro Palavras Poupadas (1961), que volta a ganhar em 1995 com o livro Seta Despedida, pelo qual também recece o Prémio Vergílio Ferreira da Universidade de Évora, Prémio 'Máxima' e o Prémio da Associação Internacional dos Críticos Literários. Recebe também o Prémio da Crónica da Associação Portuguesa de Escritores pelo livro Este Tempo (crónicas).
Em 2009, a Biblioteca Nacional de Portugal homenageou-a com a Mostra Maria Judite de Carvalho: 50 anos de vida editorial.
O Teatro São Luiz (Lisboa), recebeu em 2021, o ciclo Paisagens Sem História constituido por leituras encenadas das suas obras, de maneira dar a conhecer a sua obra.

## Alguns apontamentos sobre a sua obra
O Silêncio aparece, na sua obra, como consequência da incompreensão que advém do cruzamento de vozes, de diálogos de surdos e de monólogos, sendo fruto da Solidão e do abandono tantas vezes (pres)sentido pelas suas personagens, aparecendo a solidão como essência do Humano.
Nas personagens de Maria Judite de Carvalho projecta-se a solidão enquanto presença constante da inquietação e do desassossego, da depressão, da negatividade, da autodenegação e da vontade de se dissipar, devido ao mundo de desconforto que existe e se constrói (visível, sobretudo, na personagem Mariana do conto "Tanta Gente, Mariana").
A existência sem história das personagens desta autora constitui o cenário sobre a qual se ilustram vidas de abandonos, de angústias e de uma solidão irremediável que atinge brutalmente os protagonistas da maioria dos seus contos, em que a solidão aparece como irremediável e perene, comprometendo qualquer hipótese de felicidade.
Alguns dos títulos dos contos de Maria Judite de Carvalho ilustram, quase como uma bandeira, um universo ficcional trespassado pelo vazio, pelo silêncio, pela irreversibilidade do tempo e pelo fingimento: As Palavras Poupadas (1960) revelam a recusa do discurso excessivo, numa postura de rasura do supérfluo; Paisagem sem Barcos (1963), Armários Vazios (1966) e o título dos contos Impressões Digitais e Vínculos Precários sugerem o vazio que preenche as vidas e a superficialidade das acções humanas; A Janela Fingida (1975) parece querer ilustrar o provérbio "nem tudo o que parece é", havendo sempre lugar para a mentira, para a omissão, isto é, para o fingimento.
Maria Judite de Carvalho, sobretudo nos seus contos, tem, desde os títulos, uma tendência para nomear as suas protagonistas, colocando os leitores imediatamente perante personagens concretas e distintas: Rosa, numa pensão à beira-mar, Anica nesse tempo, George, Tanta gente, Mariana, A avó Cândida, A menina Arminda, ou, menos directamente e mais discretamente, Uma senhora, A Mãe e A Noiva Inconsolável.